# Carmen Electra
Carmen Electra, vlastním jménem Tara Leigh Patrick, (* 20. dubna 1972 White Oak, Ohio) je americká glamour modelka, herečka a zpěvačka.

## Životopis
Je dcerou Patricie a Harryho Patrickových. Má irské, německé, mexické a čerokíjské předky. Studovala speciální školu herectví již od 9 let. V 15 získala nahrávací smlouvu. V Minneapolis se začala živit jako modelka. V 19 se přestěhovala do Los Angeles, kde se seznámila se zpěvákem Princem, který ji přiměl změnit si jméno na Carmen Electra. Ten s ní začal spolupracovat a Carmen se dostala do reklam, časopisů a na MTV. Po dlouhé době vydala první desku, která ale byla propadákem. Carmen zapadla, ale později se vrátila, pózovala nahá pro Playboy, znovu byla na MTV, kde získala vlastní pořad Singled Out. Do Playboye se pak ještě několikrát díky své popularitě vrátila. Byla také první ženskou celebrity-fotografkou tohoto časopisu.
V roce 1997 nahradila Pamelu Anderson v seriálu Pobřežní hlídka, kde zůstala jednu sérii, k té se vrátila ve filmu Pobřežní hlídka: Havajská noc v roce 2003. Objevila se také v mnoha filmech jako Good Burger, Sexuální praktiky pozemšťanů, Scary movie, Děsnej doják, Velkej biják, Scary movie 4, Dvanáct do tuctu 2 ad. Objevila se také v několika seriálech, mj. Joey, Dr. House.
Mezi její bývalé partnery patří B-Real ze skupiny Cypress Hill, Tommy Lee (bývalý manžel Pamely Anderson). V letech 1998–1999 byla vdaná za basketbalistu Dennise Rodmana, v letech 2003–2007 za bývalého kytaristu skupin Jane's Addiction a Red Hot Chili Peppers Dava Navarra. Mezi lety 2008–2012 chodila s Robem Pattersonem, kytaristou skupiny Korn.

## Diskografie
- 1993: Carmen Electra

## Filmografie

### Film
| Rok  | Název                               | Role                  | Poznámky            |
| ---- | ----------------------------------- | --------------------- | ------------------- |
| 1997 | An American Vampire Story           | Sulka                 |                     |
| 1997 | Good Burger                         | Roxanne               |                     |
| 1998 | The Chosen One: Legend of the Raven | McKenna Ray/The Raven |                     |
| 1998 | Starstruck                          | Iona Shirley          |                     |
| 1999 | Sexuální praktiky pozemšťanů        | žena (Jenny Smithová) |                     |
| 1999 | Christmas in Malibu                 | Sama sebe             |                     |
| 2000 | Scary Movie                         | Drew Deckerová        |                     |
| 2001 | Sol Goode                           | Treasure              |                     |
| 2001 | Parfém                              | Simone                |                     |
| 2001 | Holka jako lusk                     | Moira                 |                     |
| 2002 | Rent Control                        | Audrey                |                     |
| 2002 | Na konci sil                        | Laura                 |                     |
| 2003 | Holky z lepší společnosti           | celebrita             |                     |
| 2003 | Šílený rande                        | Tina                  |                     |
| 2004 | Starsky & Hutch                     | Staci                 |                     |
| 2004 | Max Havoc: Dračí kletba             | Debbie                |                     |
| 2005 | 100% blond                          | Michelle Lopez        |                     |
| 2005 | Malý pasák                          | Honeysack (hlas)      | video               |
| 2005 | Searching for Bobby D               | Rebecca               |                     |
| 2005 | Dvanáct do tuctu 2                  | Sarina Murtaugh       |                     |
| 2006 | Děsnej doják                        | Anne                  |                     |
| 2006 | Scary Movie 4                       | Holly                 |                     |
| 2006 | Pikantní salsa                      | Riley                 |                     |
| 2006 | Trhni si!                           | Sama sebe             |                     |
| 2006 | Hledáme Ydol                        | Sama sebe             |                     |
| 2007 | Velkej biják                        | Mystique              |                     |
| 2007 | Chci to!                            | Candy Fiveways        |                     |
| 2007 | Milionové Vánoce                    | Ginger Peachum        |                     |
| 2007 | Superlhář                           | sebe                  |                     |
| 2008 | Tohle je Sparta!                    | královna Margo        |                     |
| 2008 | Disaster Movie                      | krásná vražedkyně     |                     |
| 2008 | Pohádky na dobrou noc               | sexy holka            |                     |
| 2009 | Oy Vey! My Son Is Gay!!             | Sibyl Williams        |                     |
| 2010 | Back Nine                           | Judy                  |                     |
| 2010 | Barry Munday                        | kráska                |                     |
| 2011 | Mardi Gras: Jarní prázdniny         | Sama sebe             |                     |
| 2012 | Útok dvojhlavého žraloka            | Anne Babish           |                     |
| 2012 | The Axe Boat                        | Veronica              | krátkometrážní film |
| 2013 | Cum Ghosts                          | Sama sebe             | krátkometrážní film |
| 2014 | Lap Dance                           | Lexus                 |                     |
| 2014 | Dragula                             | Lisa                  | krátkometrážní film |
| 2015 | Chocolate City                      | DJ                    |                     |
| 2015 | Book of Fire                        | Theodora              |                     |
| 2022 | Party Pieces                        |                       |                     |

### Televize
| Rok       | Název                                  | Role                  | Poznámky                                    |
| --------- | -------------------------------------- | --------------------- | ------------------------------------------- |
| 1996      | Erotic Confessions                     | manažerka             | díl:„At the tone“                           |
| 1996      | Baywatch Nights                        | Candy                 | díl:„Epilogue“                              |
| 1997      | Good Burger                            | Roxanne               |                                             |
| 1997      | All That                               | Sue                   | díl:„Ed gets married“                       |
| 1997      | Třeba mě sežer                         | Sama sebe             | díl:„King Lear Jet“                         |
| 1997      | Singled Out                            | Moderátorka           |                                             |
| 1997      | Modrý Pacifik                          | Lani McKenzie         | díl:„Heartbeat“                             |
| 1997–1998 | Pobřežní hlídka                        | Lani McKenzie         | 22 dílů                                     |
| 1998      | Two Guys, a Girl and a Pizza Place     | Isabella              | díl:„Two Guys, a Girl and a Pizza Delivery“ |
| 1998      | Baywatch: White Thunder at Glacier Bay |                       | video                                       |
| 1998      | Soldier of Fortune, Inc.               | Tanya                 | díl:„Spyder's Web“                          |
| 1999      | Zátoka Hyperion                        | Sarah Hicks           | 8 dílů                                      |
| 2002      | Simpsonovi                             | Sama sebe             | díl:„Křeslo pro Homera“                     |
| 2002      | Off Centre                             | Sama sebe             | díl:„Unflushed“                             |
| 2002      | Electra's Guy                          | Sama sebe             |                                             |
| 2002      | Carmen and Dave: An MTV Love Story     | Sama sebe             |                                             |
| 2002      | BattleBots                             | Moderátorka           |                                             |
| 2003      | Tatík Hill a spol.                     | Angela (hlas)         | díl:„Boxing Luanne“                         |
| 2003      | Rental Control                         | Audrey                | televizní film                              |
| 2003      | Pobřežní hlídka: Havajská noc          | Lani McKenzie         | televizní film                              |
| 2003      | Dance Fever                            | Sam sebe              | 6 dílů                                      |
| 2003      | Greetings from Tucson                  | Rosa                  | díl:„The First Time“                        |
| 2003      | Eve                                    | Zan                   | díl:„The Talk“                              |
| 2004      | Můj přítel Monk                        | Chloe Blackburn       | díl:„Pan Monk a bezpečný úkryt“             |
| 2004      | 30 Days Until I'm Famous               | Pauline               | televizní film                              |
| 2004      | Til Death Do Us Part: Carmen and Dave  | Sam sebe              | 7 dílů                                      |
| 2004      | Ostrov příšer                          | Sama sebe             |                                             |
| 2004      | Method & Red                           | Kerry Norris          | díl:„Dogs“                                  |
| 2004–2005 | Hvězdné hádky                          | Six                   | 13 dílů, dabing                             |
| 2005      | Hope & Faith                           | Carmen                | díl:„Carmen Get It“                         |
| 2005      | Americký táta                          | Lisa Silver (hlas)    | díl:„Pilot“                                 |
| 2005      | Kalifornské léto                       | Mona                  | 5 dílů                                      |
| 2005      | Tripping the Rift                      | Six (hlas)            | 13 dílů                                     |
| 2005      | Stacked                                | Nikki                 | díl:„Darling Nikky“                         |
| 2005      | Dr. House                              | Sama sebe             | díl:„Tři příběhy“                           |
| 2005–2006 | Joey                                   | Sama sebe             | 2 díly                                      |
| 2006      | Lolo's Cafe                            | Desiree (hlas)        | televizní film                              |
| 2006      | Getting Played                         | Lauren                | televizní film                              |
| 2007      | Full Frontal Fashion                   | Sama sebe/host        |                                             |
| 2008      | Hollywood Residential                  | Sama sebe             | díl:„Dominion Day“                          |
| 2009      | Reno 911!                              | slečna Uecker         | díl:„VHS Transfer Memory Lane“              |
| 2009–2010 | Perfect Catch                          | Moderátorka           | 7 dílů                                      |
| 2010      | Back Nine                              | Judy                  | televizní film                              |
| 2012      | 90210: Nová generace                   | Vesta                 | 2 díly                                      |
| 2013      | Fra Sydhavn til West Coast             | Sama sebe             |                                             |
| 2013      | Zajatci předměstí                      | Sama sebe             | díl:„Go, Gamblers!“                         |
| 2014      | The Birthday Boys                      | Myrtle                | díl:„Love Date Hump“                        |
| 2014      | Franklin a Bash                        | Bridget Barnes        | díl:„Honor Thy Mother“                      |
| 2015      | Dance Moms                             | Sama sebe             | 2 díly                                      |
| 2016      | Jane the Virgin                        | Sama sebe             | díl:„Chapter Fifty-One“                     |
| 2016      | Ex Isle                                | Sama sebe/moderátorka |                                             |
| 2016      | Hollywoodské médium s Tyler Henry      | Sama sebe             | 1 díl                                       |
| 2017      | Worst Cooks in America                 | Sama sebe             |                                             |
| 2018      | Alone Together                         | Tia                   | 2 díly                                      |
| 2020      | Poslední představení                   | Sama sebe             | 1 díl                                       |
| 2021      | Hell's Kitchen                         | Sama sebe             | 2 díly                                      |
| 2021      | The Celebrity Dating Game              | Sama sebe             | 1 díl                                       |